# Клы (карьер)
Клы — обводнённый карьер в левобережной пойме среднего течения реки Ик на юго-востоке Татарстана в России. Располагается в 5 км северо-восточнее посёлка городского типа Уруссу на территории Уруссинского сельского поселения в восточной части Ютазинского района. Один из крупнейших водоёмов района.
Находится на высоте 95,9 м над уровнем моря. Водоём образовался в результате гидромеханизированной добычи песчано-гравийной смеси. Акватория сложной лопастной формы, вытянута на 1,5 км, шириной до 400 м. Площадь водного зеркала — 25 га (по другим данным — 21,92 га). Восточные берега крутые, высотой до 2 м, покрыты кустарником; западные — пологие, с луговой растительностью.